# Nationaal park Fulufjellet
Het nationaal park Fulufjellet (Noors: Fulufjellet nasjonalpark) is een nationaal park in het oosten van Noorwegen, in de gemeente Trysil op de grens met Zweden. Het is in 2012 opgericht en loopt aan de Zweedse kant van de grens over in het Nationaal park Fulufjället.